# Ingrid Gfölner
Ingrid Gfölner (ur. 13 września 1952 w Schruns) – austriacka narciarka alpejska.

## Kariera
W zawodach Pucharu Świata zadebiutowała 4 stycznia 1969 roku w Oberstaufen, gdzie zajęła 22. miejsce w slalomie. Pierwsze punkty (do sezonu 1977/1978 punkty zdobywało 10 najlepszych zawodniczek) wywalczyła 15 stycznia 1970 roku w Bad Gastein, gdzie zajęła szóste miejsce w zjeździe. Na podium zawodów tego cyklu pierwszy raz stanęła 10 stycznia 1973 roku w Pfronten, kończąc rywalizację w zjeździe na trzeciej pozycji. W zawodach tych wyprzedziły ją tylko dwie rodaczki: Annemarie Moser-Pröll i Irmgard Lukasser. W kolejnych startach jeszcze trzy razy stawała na podium, za każdym razem w zjeździe: 1 lutego 1973 roku w Schruns była trzecia, a 10 lutego 1973 roku w Sankt Moritz i 6 grudnia 1973 roku w Val d’Isère była druga. W sezonie 1972/1973 zajęła dziewiąte miejsce w klasyfikacji generalnej, a w klasyfikacji zjazdu była czwarta.
W 1970 roku wystartowała na mistrzostwach świata w Val Gardena, gdzie zajęła piąte miejsce w zjeździe i szesnaste w gigancie. Nie startowała na igrzyskach olimpijskich.

## Osiągnięcia

### Mistrzostwa świata
| Miejsce | Dzień     | Rok  | Miejscowość | Konkurencja | Czas biegu | Strata | Zwyciężczyni   |
| ------- | --------- | ---- | ----------- | ----------- | ---------- | ------ | -------------- |
| 5.      | 11 lutego | 1970 | Val Gardena | Zjazd       | 1:58,34    | +2,66  | Annerösli Zryd |
| 16.     | 14 lutego | 1970 | Val Gardena | Gigant      | 1:20,46    | +2,27  | Betsy Clifford |

### Puchar Świata

#### Miejsca w klasyfikacji generalnej
- sezon 1969/1970: 22.
- sezon 1970/1971: 24.
- sezon 1972/1973: 9.
- sezon 1973/1974: 16.

#### Miejsca na podium
1. Pfronten – 10 stycznia 1973 (zjazd) – 3. miejsce
2. Schruns – 1 lutego 1973 (zjazd) – 3. miejsce
3. Sankt Moritz – 10 lutego 1973 (zjazd) – 2. miejsce
4. Val d’Isère – 6 grudnia 1973 (zjazd) – 2. miejsce